# Strefa ochrony ścisłej
Strefa ochrony ścisłej w Parku Narodowym polega na:
- pozostawieniu biocenoz i ekosystemów wyłącznie swobodnemu oddziaływaniu sił przyrody,
- niezakłócaniu naturalnych procesów rozwojowych,
- wykluczeniu lub przynajmniej ograniczeniu nienaturalnych oddziaływań zewnętrznych na park (np. zmiana stosunków wodnych) z wyjątkiem tych sytuacji, gdy celem ochrony jest obserwacja reakcji przyrody na zewnętrzne oddziaływania, będące jednym ze stałych czynników środowiska (np. zanieczyszczenie atmosfery),
- wykluczeniu celowych lub przypadkowych zakłóceń stosunków ekologicznych w parku przez zbiór roślin, połów ryb, obecność ludzi i pojazdów,
- ograniczeniu i bardzo ścisłym skanalizowaniu ruchu turystycznego – jeżeli park jest udostępniany do tego ruchu.